# Aconitum baicalense
Aconitum baicalense là một loài thực vật có hoa trong họ Mao lương. Loài này được (Regel) Turcz. ex Rapaics mô tả khoa học đầu tiên năm 1907.

## Hình ảnh

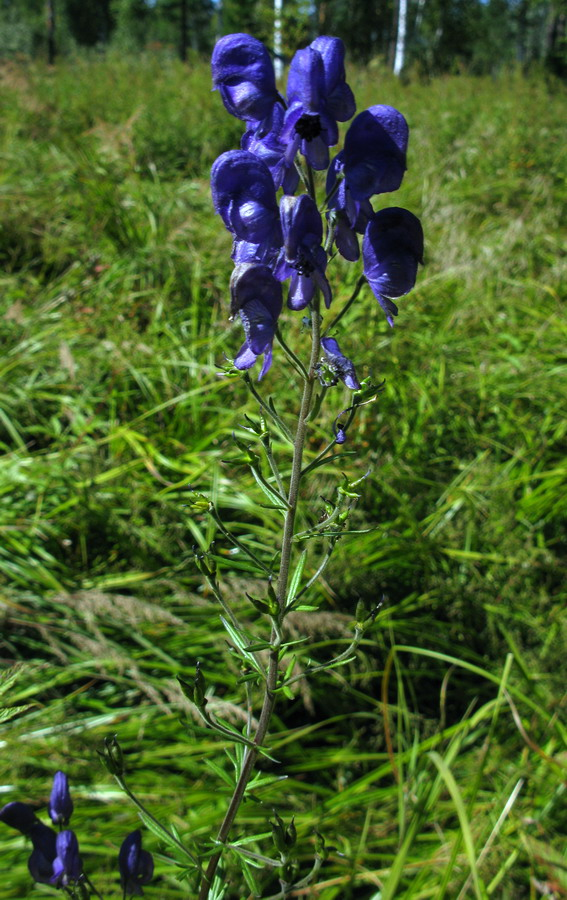